# 北108線
北108線 下礁溪－竹崙，是位於新北市的一條鄉道，西起新北市三峽區下礁溪，東至新北市三峽區竹崙，全長8.817公里。1967年此路首次列入鄉道系統，當時路線較短，終點位於白雞，共4.75公里。1974年調整延長路線為現在情況。

## 路線說明
新北市
- 三峽區：下礁溪0.0k（起點，台3線岔路）→ 正義街 → 頂礁溪（北111線岔路） → 白雞路 → 白雞4.75k（1967年終點） → 紫微路 → 竹崙8.6k（終點，110線岔路）

## 沿線設施
- 民義國小
- 盛天宮
- 白雞山莊
- 行修宮
- 竹崙橋

## 連接道路
- 台3線
- 110線
- 北109線
- 北111線